# Indicatif régional 225

Drapeau de la Côte d'Ivoire.

L'indicatif téléphonique +225 ou bien (225) est celui de la Côte d'Ivoire.
En effet, l'indicatif international 225 est obligatoire pour appeler la Côte d'Ivoire de l'étranger. Le code pays 225 est précédé par le préfixe de sortie du pays de l'appelant et qui prend la forme de "00" pour la plupart des pays comme "00225".